# Ekologisk station

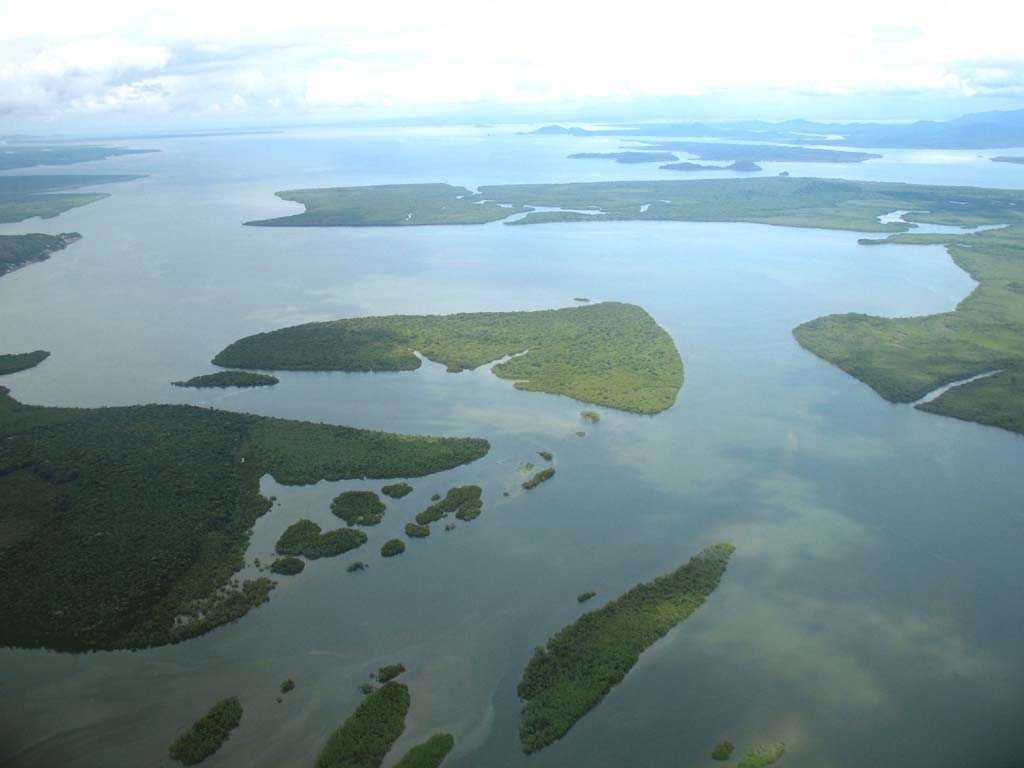
Kommunen Guaraqueçabas ekologiska station på ön Sambaqui.

De ekologiska stationerna i Brasilien är ett resultat av det stora hotet mot den biologiska mångfalden och skogarna som orsakas av avskogningen i Brasilien. I samordning med miljögrupper, har Brasiliens regering instiftat ett allt större antal skyddsstationer i hotade områden. Detta i ett led av den brasilianska regeringen att bromsa upp den snabba avskogningen och skydda skogarnas ekosystem. En av dessa ekologiska stationer är Jari Ecological Station.
Åtta före detta brasilianska miljöministrar lanserade ett manifest i São Paulo den 8 maj 2019 där de hårt kritiserade den brasilianska presidenten Jair Bolsonaros miljöpolitik. Manifestet lanserades efter att den brasilianska miljöminister Riccardo Salles tillkännagivit en omprövning av var och en av Brasiliens 334 bevarandeenheter. Miljöministern meddelade att vissa parker kan bli stängda, inklusive Tamoios ekologiska station, där Bolsonaro fick böter för olagligt fiske 2012 och som han vill förvandla till ”Brasiliens Cancún.” 